# Thermoascus aurantiacus
Thermoascus aurantiacus är en svampart som beskrevs av Miehe 1907. Thermoascus aurantiacus ingår i släktet Thermoascus och familjen Thermoascaceae.  Utöver nominatformen finns också underarten levisporus.